# Palazzi di Santa Croce
Lista dei palazzi del sestiere di Santa Croce a Venezia con una certa importanza storica e/o architettonica.

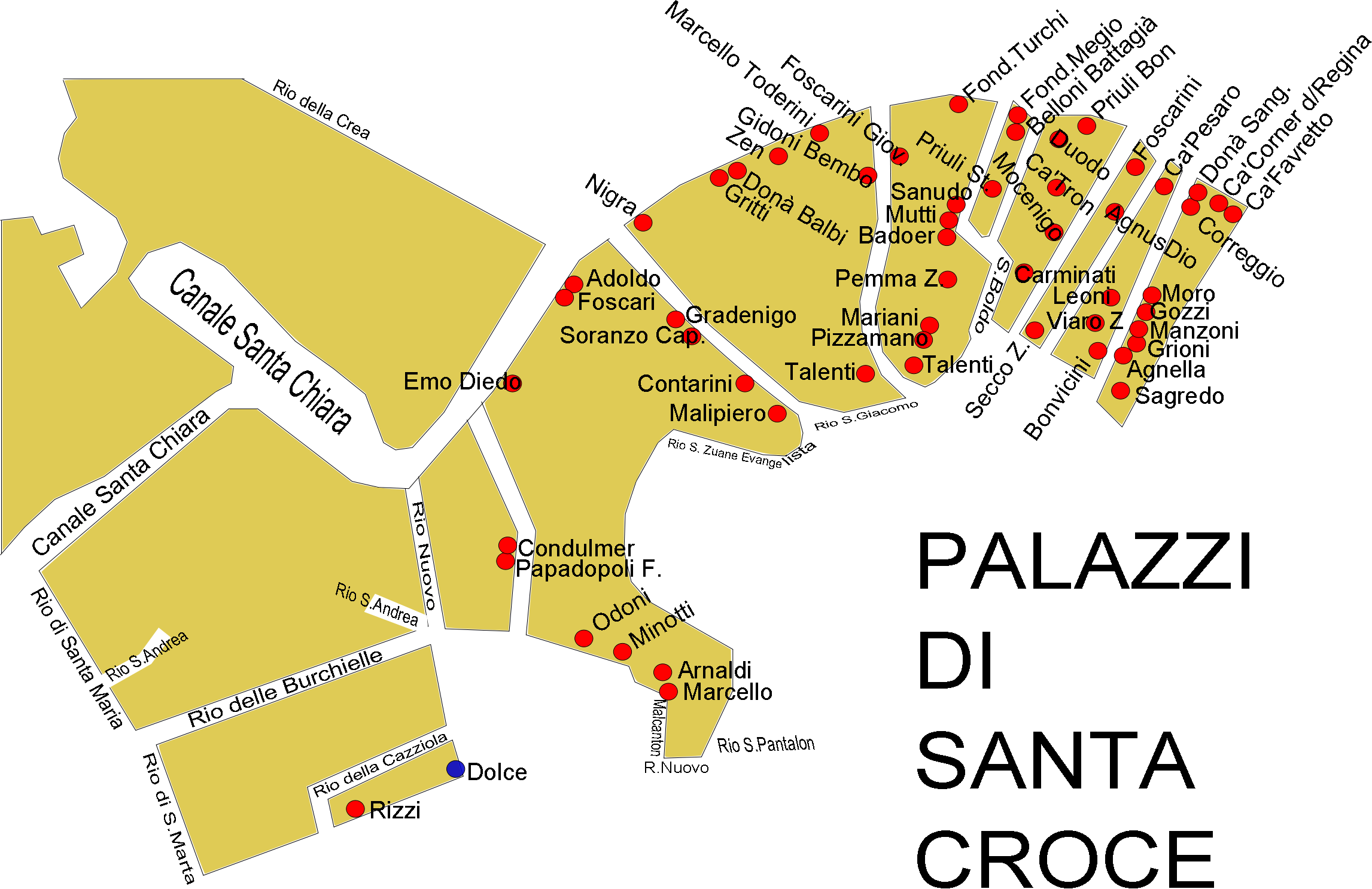

## Lista
Nome, Numero Anagrafico ed eventuale altra denominazione:

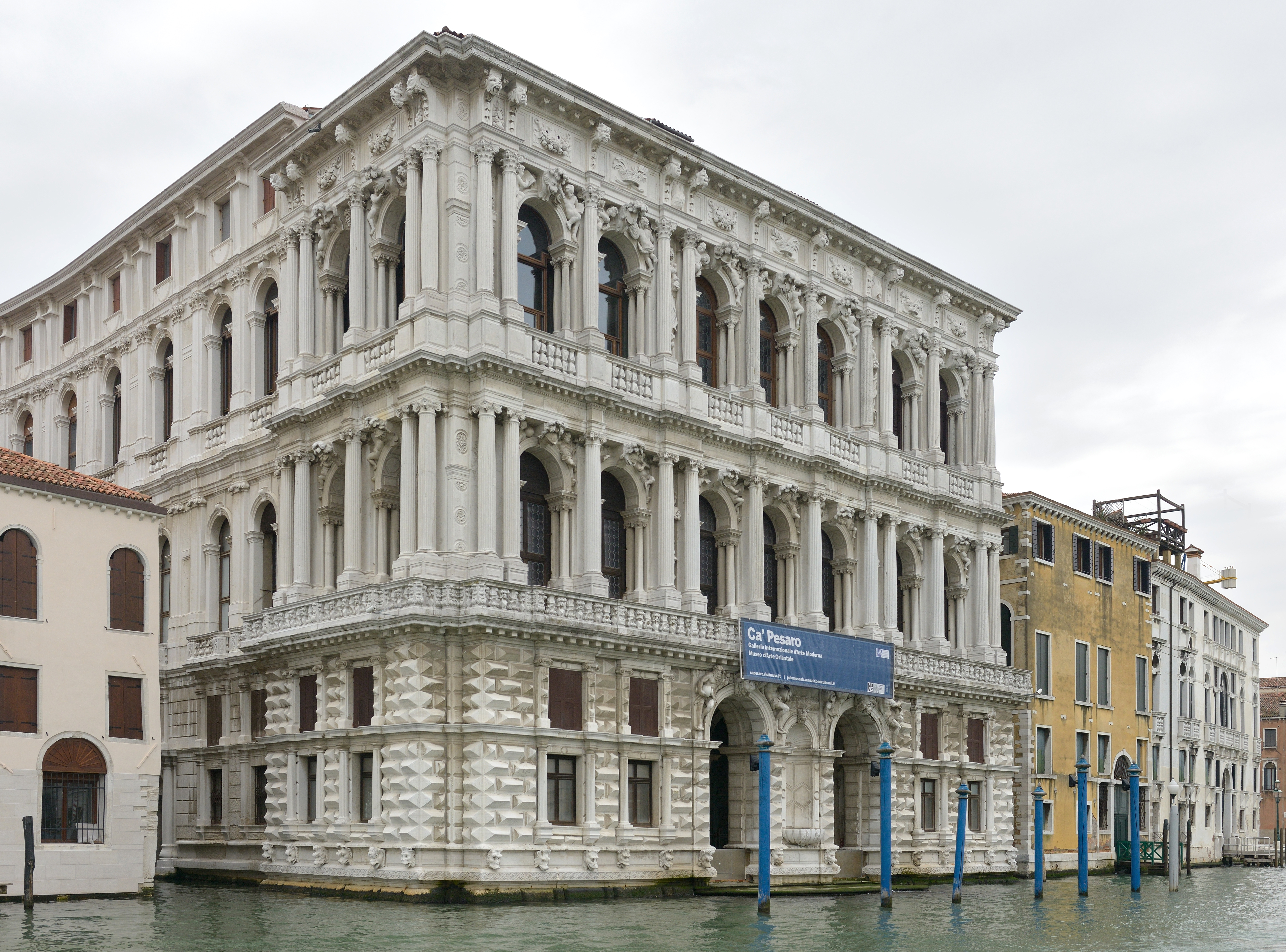
Ca' Pesaro e Palazzo Donà a sinistra

- Ca' Corner della Regina (N.A. 2214)[1][2][3][4][5]  o Palazzo Corner della Regina[6][7][8][9][10][11][12][13]
- Ca' Favretto (N.A. 2329)[14] o Palazzetto Bragadin Favretto[7] o Palazzo Bragadin Favretto[11] o Casa Favretto[1][10]
- Ca' Pesaro (N.A. 2076)[1][2][3][5][6][7][11][15][16] o Palazzo Pesaro[8][9][10]
- Ca' Tron (N.A. 1957)[1][2][3][6][7][17] o Palazzo Tron[9][10][11][13]
- Casa Barbaro (N.A. 2177)[1][6] o Palazzetto Barbaro[7]
- Casa Bevilacqua (N.A. )[10]
- Casa Correr (N.A. 1721, 1728)[1][6][7][10][11]
- Casa Minotto (N.A. 553)[7] o Casa Minotti[10]
- Casa Nigra (N.A. 930)[7][10][11] o Palazzetto Nigra[1]
- Casa Polacco (N.A. )[10]
- Casa Riolfo (N.A. )[10]
- Casa Rizzoli (N.A. )[10]
- Casa Rossi (N.A. )[10]
- Casa Saccardo (N.A. )[10]
- Casa Scattolin (N.A. )[10]
- Casa Zane (N.A. 2174)[1][6][7]
- Fondaco del Megio (N.A. 1780)[5][10][11] o Fontego del Megio[7] o Depositi del Megio[1][6]
- Fontego dei Turchi (N.A. 1730)[7][15][18] o Fondaco dei Turchi[1][2][3][5][6][10][11][16]
- Ex Manifattura Tabacchi (N.A. 423)[1][7][19] o Manifattura dei Tabacchi[6]
- Palazzo Adoldo (N.A. 711-712)[7][20] o Casa Adoldo[1][6][10][11]
- Palazzo Agnella (N.A. 2275)[1]

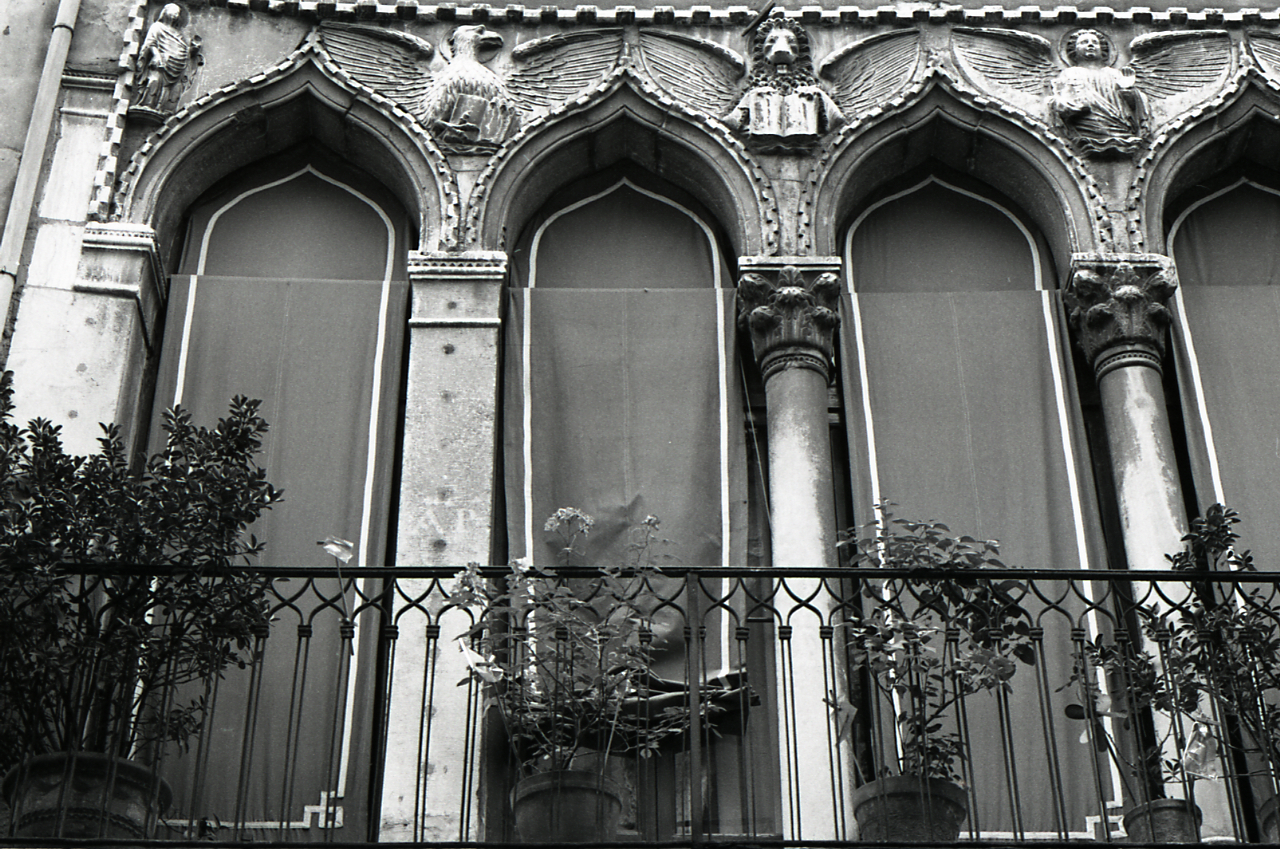
Palazzo Agnusdio o dei Quattro Evangelisti, particolare della facciata. Foto di Paolo Monti, 1970.

- Palazzo Agnusdio (N.A. 2060)[1][6][7][8] o dei Quattro Evangelisti[13]
- Palazzo Arnaldi (N.A. 34-35)[1][7]
- Palazzo Bacchini delle Palme (N.A. 1961)
- Palazzetto Badoer (N.A. 1662)[7] Palazzi Badoer[1]
- Palazzo Belloni Battagia (N.A. 1783)[1][2][3][5][6][10][13] o Palazzo Bellon Battagia[11] o Palazzo Battagia[9] o Palazzo Belloni Battaglia[7]
- Palazzo Bonvicini (N.A. 2161a)[7][13][21]
- Palazzo Carminati (N.A. 1882)[7][13][22]
- Palazzo Coccina Giunti Foscarini Giovannelli (N.A. 2070)[2][10] o Palazzo Foscarini Giovanelli[1][6] o Palazzo Foscarini[7] o Palazzo Coccina Foscarini[11] o Palazzo Coccina Foscarini Giovannelli[13]
- Palazzo Condulmer (N.A. 251)[1][7]
- Palazzo Contarini (N.A. 802-803)[7] o Case Contarini[1]

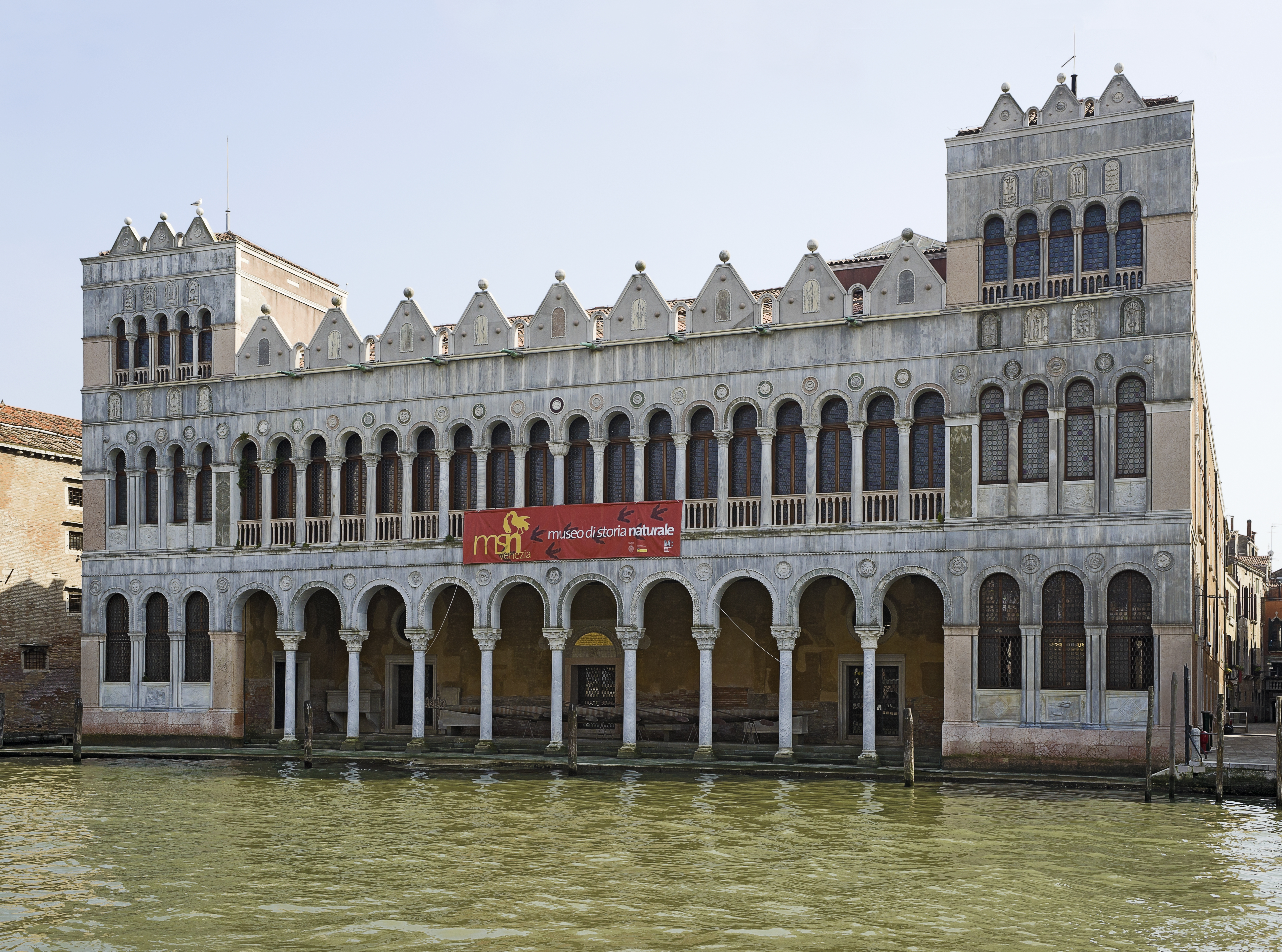
Fontego dei Turchi

- Palazzo Corner (N.A. 1302)[1][6][7][10][11]
- Palazzo Correggio (N.A. 2207)[1][7][10][11]
- Palazzetto Dolce (N.A. 297)[7]
- Palazzo Donà (N.A. 2211)[6][10] o Palazzetto Donà Sangiantoffetti[11] o Palazzo Sangiantoffetti Donà[1]
- Palazzo Donà Balbi (N.A. 1299)[1][6][7][10][11][23]
- Palazzo Duodo (N.A. 1958)[1][7][10][11] o Palazzo Duodo Balbi Valier[24]
- Palazzo Emo Diedo (N.A. 561)[6][7][10] o Palazzo Diedo[1] o Ca' Emo Diedo[11] o Palazzo Diedo Emo[24]
- Palazzo Foresti Papadopoli (N.A. 250)[1][6][13] o Palazzo Papadopoli Foresti[7]
- Palazzo Foscari (N.A. )[10][11]
- Palazzo Foscari Contarini (N.A. 713-714)[13][20]  o Palazzetti Foscari[10] o Palazzetti Foscari Contarini[7]; alcuni vi distinguono due edifici: 
  - Palazzo Foscari Contarini[1] o Palazzo Contarini[6]
  - Palazzo Foscari[1][6]
- Palazzo Gidoni Bembo (N.A. 1317)[1]
- Palazzo Giovanelli (N.A. 1681)[1][6][11] o Palazzo Foscarini Giovanelli[7][10]
- Palazzo Gozzi (N.A. 2268-2269)[7]
- Palazzo Gradenigo (N.A. 768)[1][6][7][8][9][13]
- Palazzo Gritti (N.A. 1303)[1][6][10][11]
- Palazzo Leoni (N.A. 2180)[7] o Casa Leoni[1]
- Palazzo Malipiero (N.A. 837)[1][7]
- Palazzo Manzoni (N.A. 2267)[1][7]
- Palazzo Marcello (N.A. 134)[1][3][7]
- Palazzo Marcello Toderini (N.A. 1289)[1][6][7] o Palazzo Marcello[11] o Palazzetto Marcello[10]
- Palazzo Mariani (N.A. 1585-1586)[1][6][7]
- Palazzo Minotto (N.A. 143)[1][7][24]
- Palazzo Mocenigo (N.A. 1992)[1][6][7][8][12][13][15]
- Palazzo Moro (N.A. 2265)[1][7]
- Palazzo Mulli dalle Contrade (N.A. 1666)[1]
- Palazzetto Odoni (N.A. 151-152)[7] o Palazzo Oddoni[1] o Palazzo Odoni[24]
- Palazzo Pemma Zambelli (N.A. 1624)[25] o Palazzo Zambelli Pemma[7] o Palazzo Pemma[1][6]
- Palazzo Pizzamano (N.A. 1582-1583)[7]
- Palazzo Priuli Stazio (N.A. 1777)[1][7][19]
- Palazzo Priuli Bon (N.A. 1979)[1][6][7][10][11]
- Palazzo Rizzi (N.A. 316)[1][7][13]
- Palazzo Sagredo (N.A. 2288-2289)[1]
- Palazzo Sanudo (N.A. 1757)[7] o Casa Sanudo[1]
- Palazzo Secco Zorzi (N.A. 2005)[7]
- Palazzo Soranzo Cappello (N.A. 770)[1][6][7][26]
- Palazzo Talenti (N.A. 1546)[7]
- Palazzo Talenti delle Oche (N.A. 1033)[7]
- Palazzo Viaro Zane (N.A. 2123)[7][13] o Casa Viaro Zane[1][6]
- Palazzo Zen (N.A. 1290)[1][7][10][11]
- Palazzo Zustinian Contarini (N.A. )[13]
- Scuola della Beata Vergine Assunta (N.A. assente)[27]
- Scuola dei Laneri (N.A. 131-131a)[1][27] o Scuola di San Bernardino, dell'Arte della Lana[7]
- Scuola dei Medici (N.A. 1507)[27] o Scuola dell'Assunta e dei Santi Marco e Luca, dell ' Arte dei Medici fisici[7]
- Scuola dei Tessitori dei Panni di Lana (N.A. 697)[1][27] o Scuola dei Tintori dei Panni di Lana[10] o Scuola dei Santi Giuda e Simone, dell'Arte dei Tessitori dei Panni di Lana[7]
- Scuola dei Tiraoro e Battioro (N.A. 1981)[1][6][12][27] o Scuola dei Tiraoro e Battiloro[10][28] o Scuola di Sant'Enrico, dell'Arte dei Tiraoro e Battioro[7]
- Scuola della Beata Vergine Assunta (N.A. 322)[1][27] o Scuola di Santa Maria Assunta e di San Giacomo Apostolo, dell'Arte degli Strazaroli[7]